# كولسوند (مقاطعة غيلانغرب)
كولسوند (بالفارسية: کولسوند) هي قرية تقع في كرمانشاه في إيران. يقدر عدد سكانها بـ 136 نسمة بحسب إحصاء 2016.